# Ivo Šlaus
Ivo Šlaus , hrvatski akademik.
Redoviti je član Hrvatske akademije znanosti i umjetnosti.